# Historia de la historieta en España
La historia del cómic en España puede remontarse muy atrás en el tiempo, dependiendo de lo que se entienda por historieta. Por ello, y al igual que sucede en otros países europeos, existe una fuerte controversia sobre cuál fue el primer cómic autóctono, llegándose a citar las Cantigas de Santa María, realizadas probablemente entre 1260 y 1270 por el taller de Alfonso X «el Sabio» como tales. En cualquier caso, y en forma de una tradición ininterrumpida que llega hasta nuestros días, el cómic español parte de mediados del siglo XIX y gozó de sus años dorados en los años cuarenta y cincuenta del siglo XX, además de un boom entre finales de los 70 y mediados de los 80 del mismo.

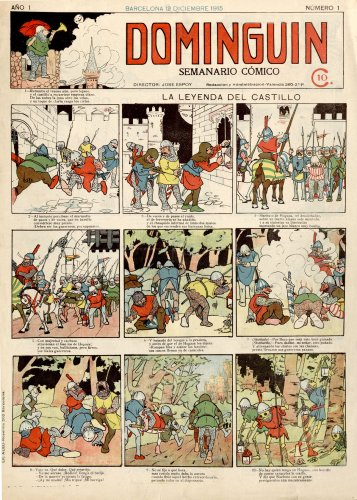
Primer número de Dominguín (1915).

## Las aleluyas (SiglosXVIIIyXIX)
Habrá que esperar hasta el siglo XVIII para que se produzcan en España, las primeras aleluyas o auques (del catalán: auca) y estampas con una estructura de viñetas, que algunos teóricos consideran el origen de la historieta en España, aunque la mayoría consideran la historieta como un producto cultural de la modernidad industrial y política occidental que surgió en paralelo a la evolución de la prensa escrita como primer medio de comunicación de masas, por lo que buscan la primera historieta española entre las reproducidas en ella.

## Primeras historietas en prensa (1857-1909)

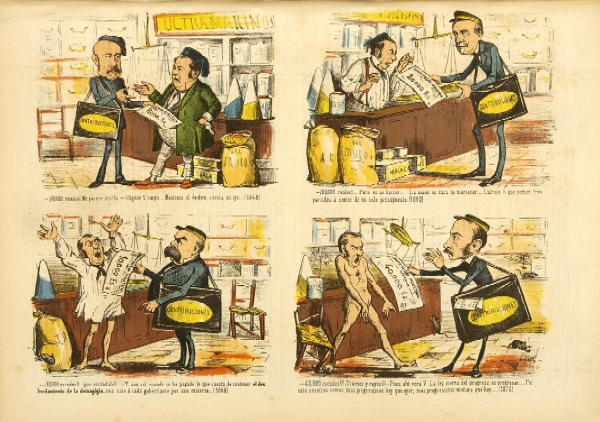
Historieta cómica de Tomás Padró.

Se identifica como la primera historieta española a la "Historia de las desgracias de un hombre afortunado" (1857), del militar vasco afincado en Cuba Víctor Patricio de Landaluze (Bilbao, 1827 - Guanabacoa, Cuba, 1889), publicada en el n.º 6 (20-IX-1857) de La Charanga, una revista cubana, que entonces era territorio español. En la España peninsular, los primeros ejemplos encontrados no son anteriores a 1864, citándose a autores como Luis Mariani Jiménez en Sevilla o Salustiano Asenjo en Valencia y, ya en los setenta, a Francisco Cubas, Tomás Padró y José Luis Pellicer. Publicaban en revistas satíricas como La Flaca (1869-1876) y sobre todo El Mundo Cómico (1873).
Pronto hubo recopilaciones en álbumes como los de Francisco Ortego, Apeles Mestres ("Granizada", 1880 y "Cuentos vivos", 1882), J. Passos, Ramón Escaler, Ángel Pons, Xaudaró o Navarrete, destacando también otros autores como Joan Llopart, Mecáchis, José Pando o Antoni Utrillo.
A principios del siglo XX, surgen revistas infantiles como Monos y En Patufet, de 1904, donde destacan autores como Junceda, y suplementos como Gente Menuda (1906) del diario ABC, además de la argentina Caras y Caretas con abundante colaboración española.

## Un nuevo lenguaje (1910-37)
El investigador Antonio Martín, cuya labor es fundamental para conocer este período, considera la serie El suero maravilloso de Robledano publicada en 1910 en la revista para niños "Infancia" como la primera historieta española con globos de diálogo. Estaban surgiendo entonces multitud de revistas infantiles como Dominguín (1915), Charlot (1916) y sobre todo TBO (1917), la primera que gozó de gran difusión (220.000 ejemplares en 1935) y que, a la postre, generó el nombre con el que se ha conocido al medio en España. Entre sus autores, destacan Ricard Opisso y Manuel Urda Marín. Otros tebeos importantes son los también barceloneses B.B. (1920), el primero dedicado a chicas, Pulgarcito (1921) de la editorial El_Gato_Negro_(editorial) y "Virolet" (1922), en lengua catalana; los madrileños "Chiquilín (1924) y "Pinocho" (1925) y el valenciano Los Chicos, en el que destacó Juan Pérez del Muro.
K-Hito y Miguel Mihura desarrollaron historietas con un nuevo humor, más absurdo y moderno, en revistas para adultos como Gutiérrez (1927) e infantiles como Macaco (1928) y Macaquete (1930).
Es en los años 30 cuando el tebeo inició su popularización en España, al compás de los cambios sociales y el auge editorial, sumado a la introducción del material clásico estadounidense en revistas como Yumbo (1934), Aventurero (1935) y La revista de Tim Tyler (1935) de Hispano-Americana de Ediciones, Mickey (1935) de Editorial Molino y Cine Aventuras (1936) de Editorial Marco. Debido a esta influencia, las aventuras autóctonas se alargan y surgen autores de grafismo realista como Francisco Darnís, Salvador Mestres, Riera Rojas y Jaime Tomás, que se unen a los de grafismo caricaturesco, como José Cabrero Arnal o Arturo Moreno. Otras revistas importantes, pero más minoritarias, son "Pocholo" (1931) y KKO (1932).
Finalmente, durante la guerra civil española, se lanzaron publicaciones propagandísticas en ambos bandos, como Pelayos (1936), Flecha (1937), Pionero Rojo (1937) o Pionerín (1937), aunque en 1938 dejan de editarse las principales revistas barcelonesas.
El conflicto bélico supuso que muchas familias abandonaran el país, lo cual afectaría también a la historia del cómic, al partir un infante Sergio Aragonés de su Castellón natal y terminar convirtiéndose en una de las mayores figuras del mercado estadounidense siendo ya adulto; y hacer lo propio Quino de su natal Fuengirola, quien se convertiría pasados los años en uno de los máximos exponentes de la historieta en Argentina. Esta “fuga de cerebros” se extendió durante toda la posguerra, pudiendo citarse ejemplos posteriores, como el de José Luis García López.

## La España del tebeo (1938-1967)

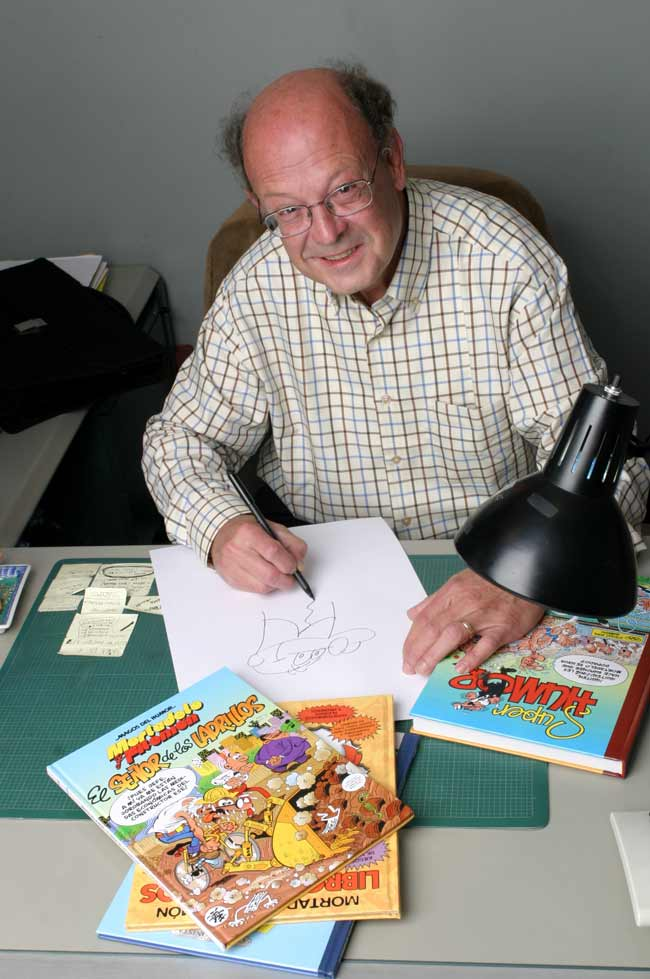
Francisco Ibáñez.

Durante la posguerra, la historieta española se convierte en el medio más popular del país, hasta tal punto que Luis Gasca llegó a escribir que "el tebeo en España alcanza sus años dorados, del 40 al 50, que ya nunca volverá a conocer." Era entonces una lectura barata, que incluso llegaba a alquilarse por diez céntimos en los barrios, y serían los miembros de las clases populares los que se dedicarían profesionalmente a ella en los siguientes años.
Sin embargo, la historieta tuvo que sortear una serie de dificultades:
- Desde 1941, solo aquellas editoriales autorizadas por la Vícesecretaría de Educación Popular de FET y de las JONS, adscrita como Subsecretaría en 1945 al Ministerio de Educación Nacional, podían acceder a las cuotas de papel necesarias, dadas las carencias económicas del país.[16]
- Tras la regulación de los permisos para publicaciones periódicas en 1951,[17] el Gobierno esperaba que la historieta —convertida ya en un medio de comunicación de masas—[18] actuara como difusora de su ideología, de tal forma que los españoles de la época nunca vieron a Popeye, Flash Gordon o Superman luchar contra las Potencias del Eje.[11]
- Con el Decreto de 24 de junio de 1955 sobre ordenación de la prensa infantil y juvenil se limitó al 25% la presencia de material extranjero en los tebeos, pero empezó también a aumentarse sobremanera la censura,[19] la cual afectó en primer lugar a las series cómicas que hacían mofa de la institución familiar como Doña Tula, suegra de Escobar.[20]
- En 1962 nace la Comisión de Información y Publicaciones Infantiles y Juveniles, cuyo secretario general, el Padre Jesús María Vázquez carga contra la violencia de las series de acción, contribuyendo a la desaparición de los cuadernos de aventuras[21] y prohibiendo en 1964 las series de superhéroes.[11]
- Finalmente, los autores son meros empleados con contratos a menudo leoninos que les obligan a producir a destajo[22] y a los que se niega la propiedad de sus personajes.[23]

En general, el desarrollo del medio en esta época tiene cuatro vertientes bien diferenciadas:

### El tebeo de aventuras
Desarrollado a partir de referentes norteamericanos (tiras de prensa como Flash Gordon, Jorge y Fernando y El Hombre Enmascarado, principalmente, así como el cine clásico de Hollywood) su punto de partida puede hallarse en revistas como Flechas y Pelayos y sobre todo Chicos (1938), donde se dan a conocer Emilio Freixas y Jesús Blasco con su Cuto.
La Editorial Valenciana implanta poco después el cuaderno de aventuras con series tan populares como Roberto Alcázar y Pedrín (1940) de Eduardo Vañó, y El Guerrero del Antifaz (1944) del prolífico Manuel Gago, destacando, por su factura gráfica, Silac, el Hombre-León (1945), de Enrique Pertegás. En 1947, nuevas revistas de Bruguera, como Pulgarcito y El Campeón incluyen también series de aventuras, como El Inspector Dan de la Patrulla Volante de Eugenio Giner, Silver Roy de Bosch Penalva y Dr. Niebla de Francisco Hidalgo. Clíper lanza El Coyote, con guiones del propio Mallorquí, y Toray, Hazañas Bélicas (1948) de Boixcar.
Ya en los 50, logran un gran éxito El Cachorro (1951) de Iranzo; Aventuras del F.B.I. (1951) de Luis Bermejo; Diego Valor (1954) de Jarber/Buylla/Bayo; Red Dixon (1954) de Joaquim Berenguer Artes/Martínez Osete; Mendoza Colt (1955) de González Casquel/Martín Salvador y sobre todo, El Capitán Trueno (1956) de Mora/Ambrós, que llega a vender hasta 350 000 tebeos semanales y provoca, con su éxito, que se desdramaticen las aventuras, ganando en tono festivo. Otros títulos destacados de esta década son El capitán Pantera (1954) de Carrillo, El mundo futuro (1955) de Boixcar y Hazañas de la juventud audaz (1959) de Matías Alonso. Manuel Gago, por su parte, fundaría en 1951 la Editorial Maga, dando pie a series como Pantera Negra (1956), Apache (1958) y Bengala (1958), todas escritas por Pedro Quesada y dibujadas, respectivamente, por José Ortiz, Luis Bermejo y Leopoldo Ortiz.
Todavía en los 60 puede citarse Olimán (1961) de José Pérez Fajardo, El teniente negro (1962) de Silver Kane/José Grau o Capitán Martín (1963) de Mallorquí/Zata, pero hacia 1966 se derrumba definitivamente este mercado, debido al aumento de la censura, los cambios sociales y la difusión de nuevas formas de ocio, como la televisión.

### El tebeo humorístico
Las series humorísticas, por el contrario, son autoconclusivas y siempre en formato vertical. Al principio, destacan Pepe Carter y Coco (1942) de Ángel Puigmiquel o Sherlock López y Watso de Leche (1943) de Gabi. Poco a poco, van reapareciendo otros semanarios, organizados en torno a tres escuelas:
- El sempiterno TBO (1941) de la Editorial Buigas, Estivill y Viña, que, aunque tradicionalmente había optado por evitar los personajes fijos, popularizó en esta época La familia Ulises de Benejam. Josep Coll fue el otro gran autor de esta publicación.

- Jaimito (1943) y Pumby (1955) de Editorial Valenciana, que cobijan el desarrollo de la llamada "Escuela Valenciana de tebeo humorístico", representada por autores como Karpa, Jesús Liceras, Nin, Palop, Rojas, José Sanchis y Serafín.

- Pulgarcito (1947), El DDT (1951), Tío Vivo (1957) y Din Dan (1965) de Editorial Bruguera, en los que se desarrolla un amplio repertorio de personajes, obra de autores como Peñarroya, Cifré, Jorge, Escobar, Conti, Vázquez, Martz Schmidt, Enrich, Ibáñez, Segura, Nené Estivill o Alfons Figueras. Es el auge de la llamada "Escuela Bruguera", que refleja la realidad del país, "a través de un filtro esperpéntico".[11]

Al margen de las tres escuelas anteriores o compartiendo carácter de varias, pueden citarse otras revistas:
- Hipo, Monito y Fifí (1948) y La Risa (1951), de Editorial Marco, y con Emilio Boix como autor más destacado.
- Nicolás (1948), Topolino (1950) y Yumbo (1953), de Ediciones Cliper.
- Cavall Fort (1961), la primera en lengua catalana desde 1938, y que cuenta con autores como Josep Maria Madorell.

### El tebeo para niñas
En 1941, Consuelo Gil impulso este sector con Mis chicas, donde Pilar Blasco creó una auténtica escuela estilística. El más popular de todos estos tebeos de hadas fue el cuaderno Azucena (1946-71) de Toray, mientras que Cliper se dirigía a la nueva clase ascendente con Florita (1949).
A finales de los 50, tuvo lugar un boom del tebeo femenino, cuando nuevas revistas empezaron a presentar historietas sentimentales más contemporáneas, que en muchas ocasiones buscaban sinergias con los éxitos cinematográficos y musicales del momento: Rosas Blancas y Sissi en 1958 y Claro de Luna en 1959. Se impusieron nuevos autores como María Pascual y Gómez Esteban.
A partir de 1960, Ibero Mundial lanzó series sobre profesionales femeninas como Mary Noticias de Carmen Barbará y se produjo un auge de la novela gráfica, poco antes de que el sector entrase en decadencia hacia 1964, incapaz de adaptarse a los nuevos cambios socioeconómicos y de competir con la fotonovela, la televisión y la prensa del corazón.

### El mercado exterior (1954-1967)
Tras la senda de José Cabrero Arnal y Gabi, multitud de historietistas optaron a partir de 1954 por marcharse al extranjero en busca de mejores oportunidades laborales, preferentemente a Francia, como Florenci Clavé, José Antonio de Huéscar, Antonio Parras, Julio Ribera (cuya obra Le Vagabond des Limbes sería galardonada unos años más tarde con la primera edición del Fauve d'Or) y Manfred Sommer, e Hispanoamérica, como Alfons Figueras y Ángel Puigmiquel.
Con el tiempo, se crearon agencias para proporcionar encargos sindicados a los dibujantes españoles y distribuirlos en el extranjero. Las más importantes fueron:
- Creaciones Editoriales, perteneciente a Bruguera.
- Selecciones Ilustradas, fundada por Josep Toutain y Antonio Ayné en 1956.
- Bardon Art fundada por Jordi Macabich y Barry Coker en 1957.

Otro estudio importante es del Jesús Blasco y sus hermanos, responsables de series como Zarpa de Acero (1962).
También publican para el extranjero Juan Arranz o Tomás Marco Nadal. Algunos realizarán series para diarios anglosajones, como Enrique Badía Romero (Modesty Blaise), Jordi Longarón (Friday Foster), José Ortiz y Luis Roca (Scarth), o para el mercado francés, como Víctor de la Fuente o Fuentes Man (Klip et Klop).
Todos estos dibujantes españoles gozaron de una mejora sustancial de su condiciones laborales, con unos ingresos muy superiores a los del mercado autóctono (de 25 pesetas por viñeta en Francia a 125 en Gran Bretaña). Al principio, estos trabajos eran realizados por los dibujantes sobre unos guiones de hierro, y sin derecho a acreditación de la autoría ni a la devolución de los originales, situación que cambió a partir de los años 70 con la reivindicación del cómic de autor.

## Elboomdel cómic adulto (1967-1986)

### Ascenso (1967-1976)
A mediados de los años sesenta, la denominada novela gráfica, de formato vertical y mayor extensión que el cuadernillo de aventuras, domina el mercado español, con títulos tan duraderos como Novelas Gráficas de Hazañas Bélicas (1961) y Brigada Secreta (1962) de Toray o Celia de Bruguera. El 19 de enero de 1967 se promulgó el Estatuto de Publicaciones Infantiles y Juveniles, por el que los tebeos empezaron a clasificarse según la edad de sus destinatarios (jóvenes, adultos, todos los públicos).
En el sector juvenil, se publicaron series de Miguel Calatayud, Carlos Giménez, Esteban Maroto, Antonio Hernández Palacios o Ventura y Nieto en Delta 99 (1968) o Trinca (1970) y se difundió el cómic franco-belga, de superhéroes y Disney a través de Gaceta Junior (1968), Strong (1969), Don Miki (1976) y Pif (1978) y Ediciones Junior y Editorial Vértice (siendo muy recordadas las ilustraciones de portada de superhéroes de Rafael López Espí). Editorial Bruguera es quien domina este mercado, con Mortadelo (1970) y Zipi y Zape (1972), contratando a Fresno's, Jan, Joan March, Nicolás, Jaume Ribera o Jaume Rovira, y optando por un humor menos testimonial y más disparatado en Sir Tim O'Theo (1970) o Superlópez (1975) y en la renovada Mortadelo y Filemón (1969).
Los lectores más adultos sucumben a la moda del terror (Dossier Negro, 1968; Drácula y Vampus de 1971; Pánico, 1972; Rufus, 1973; Vampirella, 1974, o SOS, 1975) y la prensa satírica (Barrabás, 1972; El Papus, 1973) y underground (El Rrollo enmascarado, 1973; Star, 1974). Muchas editoriales se inscriben en el denominado mercado de la pobreza.
Se fue generando, mientras tanto, una corriente reivindicativa, un replanteamiento cultural que, en palabras de Javier Coma, fue previo al artístico y que se manifiesta con la aparición de:
- Libros: Tebeo y cultura de masas (1966); Apuntes para una historia de los tebeos: 1833-1963 (1967-68), Los comics. Arte para el consumo y formas pop y El apasionante mundo del tebeo, ambos de 1968; Dibujando historietas, Los Héroes de Papel y Los Comics en España, todos de 1969.[36]
- Fanzines: Cuto (1967), Bang! (1968), Comics Camp, Comics In (1972), El Wendigo (1974).
- Artículos sobre cómics en la prensa generalista: ABC, Destino, El Alcázar, Fotogramas, Imagen y Sonido, Informaciones, Madrid, Mundo Joven, Nuevo Diario, Pueblo, Triunfo, etc.[40] Prensa generalista en la que proliferaban las viñetas de autores como Forges, Mingote o Peridis, cuya importancia para el devenir de la Transición se reconocería posteriormente.[41]
- En los propios tebeos, secciones de cartas de los lectores y divulgativas: El Mundo de la Historieta (El DDT, 1968), El Museo de la Historieta (Gran Pulgarcito, 1969), Magos de la Historieta (Gaceta Junior, 1969), Tebeoteca y Héroes Menores (Trinca, 1973).[42]
- Clubs de aficionados al medio: Club de Amigos de la Historieta
- Los primeros movimientos asociativos: Primera reunión nacional de dibujantes de historietas (Sitges, 1969), Club DHIN (1972)
- El Salón del Cómic de Asturias (1972).

Las grandes editoriales, además, empezaron a contratar a dibujantes que habían optado por trabajar para el mercado exterior y a lanzar números retrospectivos y colecciones compilantes, como la colección Olé! (1971). Entre esos autores españoles que trabajaban para otros mercados en esta época, resultan especialmente dignos de mención el aragonés Carlos Ezquerra, cocreador de Judge Dredd o Julio Ribera, ganador de la primera edición del Fauve d’Or del Festival de Angoulême. Otras editoriales más pequeñas, como Buru Lan o Grafimart también se dedican a recuperar la historia del medio, incluso con revistas como El Globo (1973) o Chito (1974).

### Esplendor (1977-1982)

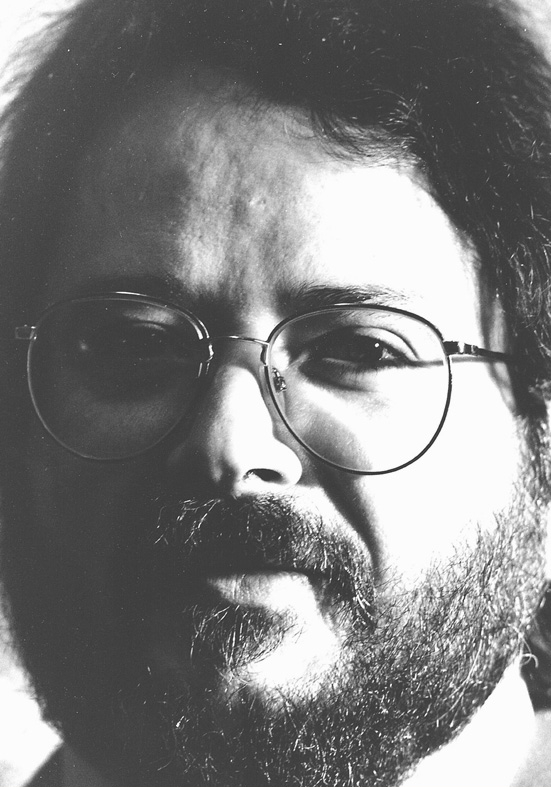
Retrato de Antonio Segura.

El momento de máximo esplendor del cómic para adultos (el llamado "boom") tendrá lugar tras la muerte de Franco, gracias a la labor de editores como Roberto Rocca, José María Berenguer, Luis García, Josep Maria Beà, Rafael Martínez, Joan Navarro y sobre todo Josep Toutain, responsables de un auténtico aluvión de revistas, siempre mensual o bimestral: Totem, Blue Jeans, El Jueves y Trocha, todas de 1977; Bumerang y 1984, ambas de 1978; Creepy y El Víbora, en 1979; Comix internacional, Delta y Bésame Mucho en 1980; Cairo, Cimoc, Sargento Kirk, Metal Hurlant y Rambla, todas de 1981, y Makoki y Vértigo, en 1982. También hay que destacar la labor de editoriales como De la Torre e Ikusager, las cuales desarrollan el mercado del álbum.
Las revistas de contenido satírico, ilustradas por autores como Ivà, Ja, José Luis Martín u OPS, se arriesgaron a represalias como el atentado que el 20 de septiembre de 1977 sufrió la redacción de El Papus. Otras cultivaban la ciencia ficción y la fantasía, en muchas ocasiones con un erotismo exacerbado, y se dedicaron primeramente a dar a conocer el cómic adulto editado en el extranjero, incluyendo el de autores españoles, como 5 x infinito (1967), Mara (1971), Las crónicas del Sin Nombre (1973) o Hom (1975), que todavía no había sido editado en el país. Finalmente, también proliferaron los tebeos estrictamente eróticos, generalmente de pésima calidad, aunque pueda citarse alguna excepción como "Muerde" (1976).
Ya en los 80 se distinguía una "línea chunga" representada por El Víbora y Makoki, y la "línea clara" de Cairo, lo que dio pie a agrias polémicas reflejadas en manifiestos como "Ante un conato de degradación del significado cultural del cómic" (1983) y "Manifiesto contra la exposición Tintín y Hergé" (1984), dirigida contra la exposición "Tintín en Barcelona" que iba a tener lugar en la Fundación Joan Miró.
Surgieron, en este clima, nuevos dibujantes como Mique Beltrán, Ceesepe, Guillem Cifré, Gallardo, Pere Joan, Mariscal, Max, Micharmut, Nazario, Roger, Scaramuix, Sento, Daniel Torres o Luis Royo. Aprovechando la coyuntura favorable, también se estableceieron en el país los argentinos Horacio Altuna y Juan Giménez. En general, los dibujantes del período quedaron subyugados por el concepto de cómic de autor, lanzándose a escribir sus propios guiones, aunque se destacase la necesidad de más "guionistas capaces" como pudieran ser Hernández Cava o Andreu Martin.
Tal variedad de autores y tendencias legó series tan conocidas y diferentes como Paracuellos (1976); Makoki y ¡Dios mío!, ambas de 1977; Makinavaja, Anarcoma y Grouñidos en el desierto, de 1979; Zora y los hibernautas e Historias de taberna galáctica (1980); El Mercenario, Nova-2, Bogey, Frank Cappa y Torpedo 1936 (1981), Cleopatra, Maese Espada y Taxista en 1982; Peter Pank y Roco Vargas en 1983; Hombre (1984) y Las aventuras de Dieter Lumpen (1985).
Fue también importante la creación del Salón del Cómic de Barcelona (1980) y la edición en 1982 de una Historia de los Comics en fascículos para quioscos, que contó con la colaboración de numerosos teóricos del medio españoles y extranjeros.

### Declive (1983-1986)
Bruguera fue la primera de las grandes editoriales en entrar en crisis, hasta el punto de que algunos de sus autores se sumaron la revista Jauja, ya en 1982. Ello no le impidió superar, sin embargo, a revistas cómicas como Spirou Ardilla (1979) y Fuera Borda (1984), adquirir el TBO en 1983 y dar luz verde a Esther (1981), Superlópez (1985) y Más madera! (1986). A la larga, el lector juvenil pareció preferir a los superhéroes norteamericanos, que desde 1982 editaron, en dura competencia, Zinco y Forum.
La saturación del mercado fue ya evidente en 1983, con la breve vida de las revistas de Ediciones Metropol (Metropol, Mocambo y K.O. Comics), pronto agravada por una recesión económica internacional que encareció el precio del papel y el auge de nuevos medios de entretenimiento, como los videojuegos. También se achaca esta crisis a la "falta de planificación, inexistencia de profesionalidad en los editores, y excesivo triunfalismo de todos (incluidos los críticos mercenarios y los otros)". Tampoco hay que olvidar 

la cicatriz del control censor y político en los años de la dictadura (que ha condicionado, lo admitamos o no, la mentalidad de otros editores); el desprecio general de los medios de información de entonces y de ahora; (...) la explotación empresarial sobre los derechos autorales; la falta de conciencia de muchos de sus compañeros (actuales y precedentes) sobre la responsabilidad que todo artista tiene como portavoz (aunque su voz sea lúdica); la crisis general del sector que ha optado (con cobardía) por el camino de la importación clamorosamente inútil, pero rentable; y, finalmente, el desierto estético en todos los órdenes de la convivencia cultural.

Lo cierto es que en estos años de aparente bonanza, editores y autores habían perdido "una oportunidad dorada de interesar de verdad al público lector en general" y así, a pesar de la proliferación del tebeo subvencionado a partir de 1984 con Madriz donde destacaron Federico del Barrio o Ana Juan, la mayoría de las revistas de cómic adulto fueron cerrando, Cairo y Creepy en 1985, El Papus en 1987 o Dossier Negro en 1988, además de la Editorial Bruguera (1986). Para entonces, ya se había publicado el primer manga, Candy Candy (1985).

## La travesía del desierto (1987-1997)
Tras la desaparición de Bruguera, varias editoriales pugnaron por hacerse con su mercado: Compañía General de Ediciones con "Bichos" y "Garibolo" y Editorial Grijalbo con "Guai!" y "Yo y Yo". Ninguna de ellas ni tampoco los "Mortadelos" y el "TBO" de Ediciones B pudieron mantener su nicho, desapareciendo también "Don Miki" en 1989. El mismo destino aciago sufrieron los últimos tebeos para chicas ("Pecosa", 1986). En el proceso se dieron a conocer autores como Casanyes, Cera, Maikel, Marco, Miguel, Paco Nájera o Ramis y personajes de éxito como Goomer, Mot y Pafman.
Entre las revistas para adultos, la situación no fue mucho mejor, cerrando "Cairo" (1991), "Creepy" (1992), "Zona 84" (1992) y "Cimoc" (1995) y lanzándose otras de breve vida, como "Gran Aventurero" (1989), "Puta Mili" (1992), "Viñetas" (1993), "Co&Co" (1993) o "Top Comics" (1993). Mientras duraron, permitieron que Pep Brocal, Fernando de Felipe, Corominas, Keko, Jaime Martín, Miguel Ángel Martín, Bartolomé Seguí o Sequeiros iniciaran sus carreras, algunas de ellas abortadas. Parecidas dificultades encontraron los autores que, poco antes de la crisis, se dieron a conocer mediante fanzines, como Zero Comics (1980-1984) de Beroy, Ricard Castells, Pedro Espinosa, Daspastoras, Pascual Ferry, Garcés, Kaffa, Rafa Estrada, Miguelanxo Prado o Mike Ratera.
Sí que se produjo un auge de los superhéroes y el manga de importación, con lo que las influencias se internacionalizaron, además de editarse material franco-belga por parte de Norma Editorial y cabeceras directamente pornográficas como "Kiss Comix" y "Penthouse Comix". Se extendieron también las librerías especializadas y las revistas de información (Dentro de la viñeta, La Guía del Cómic, Krazy Comics, Nemo, Urich, Volumen). Surgieron fanzines (Amaníaco, El Batracio Amarillo, La Comictiva, Crétino, Kovalski Fly, Kristal, Paté de Marrano, Nosotros Somos Los Muertos, TMEO) y pequeñas editoriales (Dude, MegaMultimedia, Under Cómic, 7 Monos).
La editorial Camaleón planteó, por ejemplo, una propuesta de edición independiente que, sin apenas generar beneficio económico, dio salida a un buen elenco de nuevos historietistas, a través de tebeos como Mondo Lirondo y Tess Tinieblas. Pese a que la editorial acabó cerrando en 1998, otras editoriales, pequeñas y no tanto (como Planeta DeAgostini con su línea Laberinto) siguieron su ejemplo apostando por nuevos talentos. Con tales publicaciones, se volvió "algo más fácil publicar, pero sigue siendo igual de difícil cobrar por ello". Muchas de estas historietas fueron de carácter paródico y referencial, como Fanhunter de Cels Piñol o Dragon Fall de Nacho Fernández/Álvaro López y realizadas al estilo estadounidense o japonés (Gorka de Sergi San Julián, Iberia Inc de Rafael Marín/Rafa Fonteriz, El Resentido de Juaco Vizuete, Sueños de Rafael Sousa/Javier Sánchez, etc.).
De los veteranos, solo Alfonso Azpiri, Jordi Bernet, Carlos Giménez, Francisco Ibáñez, Jan o Max, pudieron permitirse el lujo de dedicar sus mayores esfuerzos a la historieta, ampliándose el número de los que trabajaban para el extranjero: Joan Boix, Ignasi Calvet Esteban, Pasqual Ferry, Salvador Larroca (primer español —excluido Aragonés— premiado con un Eisner por su trabajo en Iron Man), Esteban Maroto, Ana Miralles, Josep Nebot, Carlos Pacheco Perujo, Rubén Pellejero o Jorge David Redo. Muchos más se decantaron por la pintura y la ilustración, menos agotadoras y mejor pagadas.
Hay que mencionar, finalmente, la creación de dos importantes eventos: El Salón de Granada (1994) y las Jornadas de Avilés (1996).

## La asimilación (1998-presente)

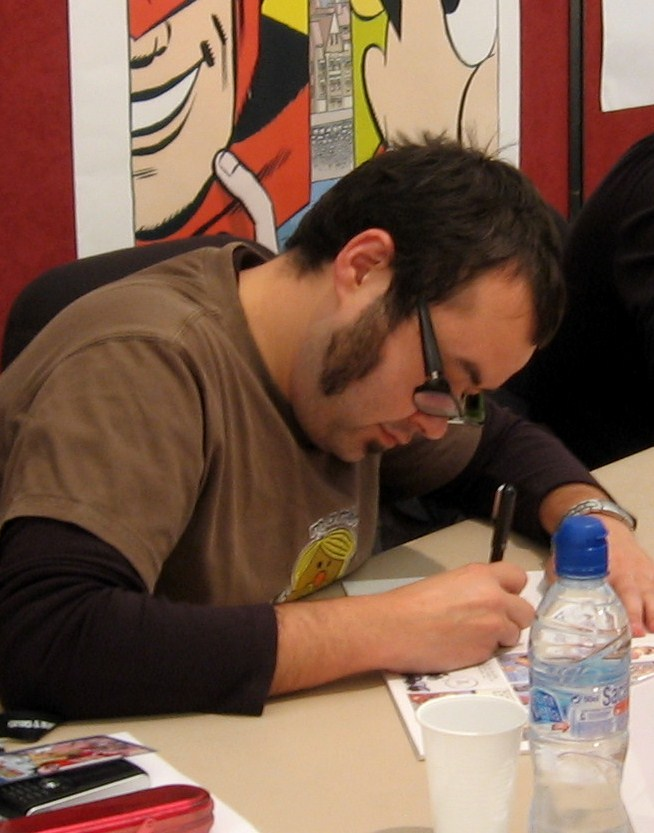
Albert Monteys.

En 1998, se crearon dos eventos más: Expocómic y Viñetas desde el Atlántico. También empezaron a surgir editoriales independientes más estables, como De Ponent (1998), Sinsentido (1998), Astiberri (2001), Dolmen (2001), Dibbuks (2005) y Diábolo Ediciones (2006), que se centran en la producción de álbumes y novelas gráficas. Aunque la revista El Víbora desapareció en 2005, BD Banda, Cthulhu o El Manglar se sumaron a las ya establecidas Amaníaco, TMEO o El Jueves. Esta se renovó de la mano de Manel Fontdevila y Albert Monteys, quienes dieron paso a autores como Darío Adanti, Mauro Entrialgo, Pedro Vera o Paco Alcázar. En 2014, a raíz de una polémica con un cambio de portada, varios de los principales autores de El Jueves abandonaron la revista, creando otra nueva (Orgullo y Satisfacción), que dejaría de publicarse tres años más tarde.
Por su parte, las nuevas revistas infantiles, como ¡Dibucómics! (2001) o Mister K (2004) no prosperaron, cerrando además el suplemento Pequeño País en 2009. Sobrevive solo ¡Dibus! y aquellas que cuentan con subvención para su edición en catalán como Cavall Fort, Camacuc, Esquitx y Tretzevents, de tal forma que la recuperación del sector juvenil, «desatendido en su momento», se convirtió en un problema.
Poco a poco, y tras el éxito del portal Dreamers (1996) de Nacho Carmona, las antiguas revistas de información en papel son sustituidas por publicaciones electrónicas, como Guía del Cómic Archivado el 27 de diciembre de 2010 en Wayback Machine. (2000) de José A. Serrano y las colectivas Zona Negativa (1999), Tebeosfera (2001) y Entrecomics (2006), así como por multitud de blogs, entre los que destacan La cárcel de papel (2003) de Álvaro Pons y Mandorla (2009) de Santiago García.
Se ponen también de moda las historietas de corte intimista, como las de Juan Berrio, Nacho Casanova, Calo, Sonia Pulido, Javi Rodríguez y Fermín Solís, aunque algunas se inscriban en el fantástico (Quim Bou, Víctor Santos, Santiago Valenzuela, Nacho Fernández), o sean tan variadas como inclasificables (Luis Durán, Studio Kôsen, Álex Fito, Javier de Isusi, Man, Hernán Migoya, Paco Roca, David Rubín).
Muchos autores españoles trabajan, sin embargo, para otros mercados, en los que varios de ellos han destacado muy significativamente:
- Estadounidense: Daniel Acuña, Gabriel Hernández Walta (ganador de un premio Eisner por su trabajo en The Vision),[59] Marcos Martín (ganador de varios premios Eisner por The Private Eye o Daredevil), David Aja (ganador de varios premios Eisner por varios de sus trabajos para Marvel), Bruno Redondo (ganador de varios Premios Eisner por su trabajo en Nightwing),[60] Ramón F. Bachs, David López, Emma Ríos, Juan José RyP, El Torres, Kano, Javier Pulido, Salva Espín, Natacha Bustos, Paco Díaz,[61] etc.
- Francés: Juan Díaz Canales y Juanjo Guarnido (autores de Blacksad, obra galardonada con varios premios Eisner), Sergio Bleda, Tirso Cons, Esdras Cristóbal, Enrique Fernández, José Fonollosa, Sergio García, Mateo Guerrero, Raule y Roger Ibáñez (Jazz Maynard), José Luis Munuera, Rubén del Rincón, José Robledo y Marcial Toledano (Ken Games), Kenny Ruiz, Alfonso Zapico, etc.

Hay que destacar webcomics como ¡Eh, tío!, El joven Lovecraft, El Listo o el cómic digital ¡Universo! y la creación de portales para webcomics españoles y de habla hispana tales como WEE de "Webcomics en español" y  (enlace roto disponible en Internet Archive; véase el historial, la primera versión y la última)., en los que se dan a conocer tanto profesionales como amateurs.
Aunque el Ministerio de Cultura ya había entregado su Medalla de Oro al mérito en las Bellas Artes a los historietistas Miguel Quesada (2000), Francisco Ibáñez (2001) y Carlos Giménez (2003) y al humorista gráfico Mingote (2004), en 2007 se crea en España un Premio Nacional del Cómic para premiar la mejor historieta de autor español del año, que constituyó un gran estímulo para el sector, habiéndose alzado con él autores como Max, Paco Roca, Felipe Hernández Cava y Bartolomé Seguí, Altarriba y Kim, Santiago Valenzuela, Alfonso Zapico, Miguelanxo Prado, Juan Díaz Canales y Juanjo Guarnido, Santiago García y Javier Olivares, Pablo Auladell, Rayco Pulido o Ana Penyas. No obstante, la Medalla de Oro al mérito en las Bellas Artes se ha seguido entregando a autores relacionados con la historieta tras el establecimiento del Premio, como Pura Campos, Román Gubern, Forges, Nazario, Ceesepe, Jan (rechazándola este último) o El Roto.